# Франке, Фридрих Вильгельм
Фридрих Вильгельм Франке (нем. Friedrich Wilhelm Franke; 21 июня 1862, Бармен, ныне в составе Вупперталя — 3 апреля 1932, Кёльн) — немецкий органист.
Окончил Берлинскую Высшую школу музыки, где под влиянием Филиппа Шпитты обратился к творчеству Иоганна Себастьяна Баха и Георга Фридриха Генделя как к основному исполнительскому материалу. Работал органистом в Штральзунде и Преце. С 1891 г. преподавал орган в Кёльнской Высшей школе музыки, с 1900 г. профессор. Одновременно исполнял партию органа в концертах Гюрцених-оркестра. Опубликовал несколько учебных пособий по гармонии и органному исполнительству, а также двухтомный труд о церковных кантатах Баха (нем. Johann Sebastian Bachs Kirchenkantaten; 1925—1927).